# Palais Todesco

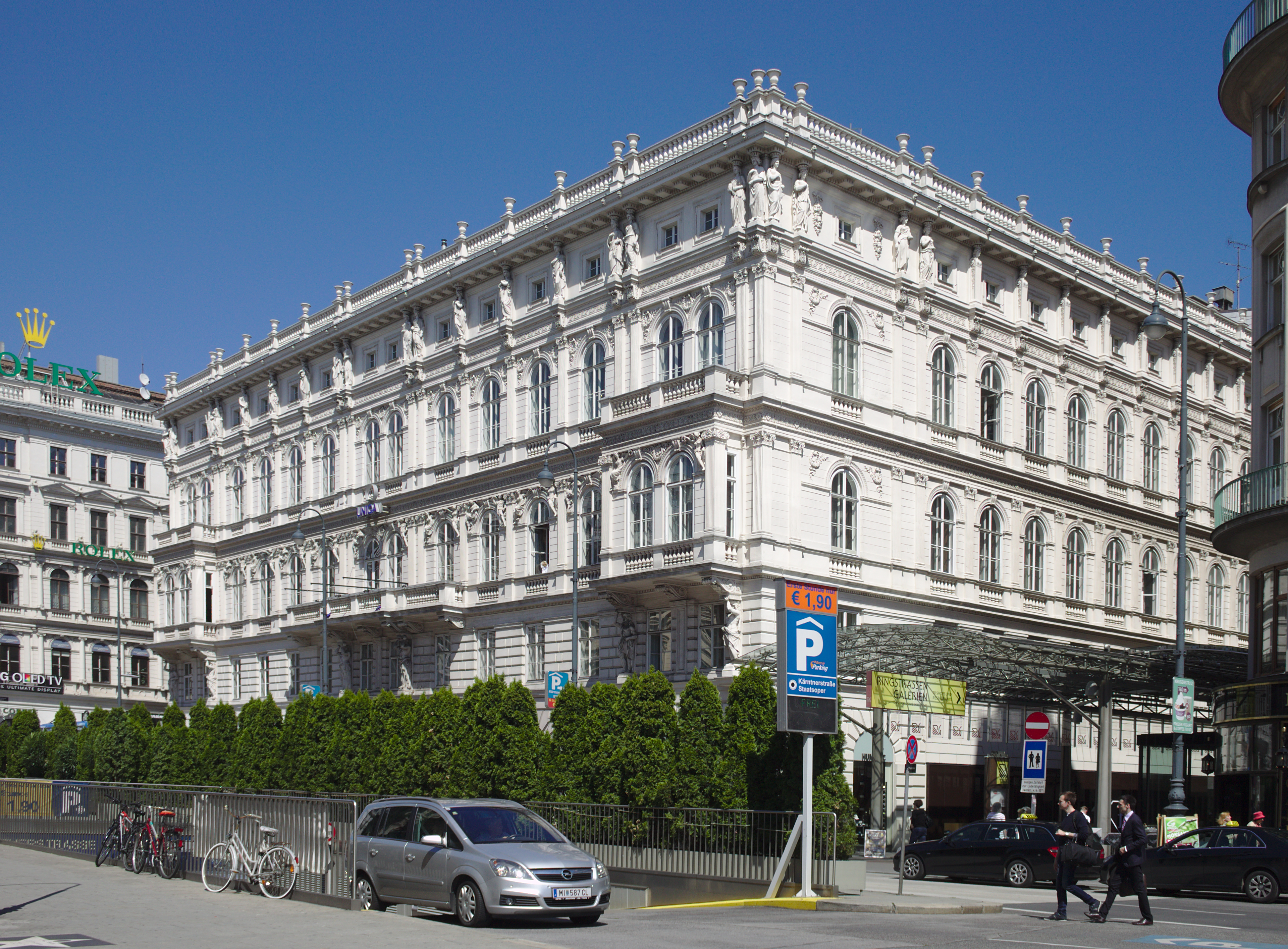
Palacio Todesco

El Palais Todesco es un edificio representativo de Viena. Está ubicado en Kärntner Straße 51 frente a la Ópera, donde solía estar el antiguo Kärntner Tor, y fue construido allí en 1861–1864 por los arquitectos Ludwig Förster y en el interior por Theophil von Hansen para Construido por el Barón Eduard von Todesco. En el vivieron las familias judías Todesco y von Lieben, que fueron perseguidas por los nacionalsocialistas tras el "Anschluss" de 1938. Fue vendido en 1935 a "Versicherungsanstalt der österreichische Bundesländer, Versicherungs AG", hoy: Uniqa Insurance Group.
Inmediatamente después de su finalización, Eduard Sacher alquiló el espacio de la planta baja para su tienda de delicatessen y restaurante.
En la época de la monarquía, el kuk Proveedor de la corte P.;amp; C. Habig tiene una sucursal en la planta baja. De 1947 a 1993 fue la sede del Partido Popular de Austria.

## Enlaces web
- Breve texto sobre el Palais Todesco Archivado el 12 de marzo de 2009 en Wayback Machine. en aeiou
- Palais Todesco. En: burgen-Austria.com. el sitio web privado de Martin Hammerl ; recuperado el 1. enero de 1900
- planet-vienna.com - Palais Todesco
- Todescopalais

- Datos: Q664155
- Multimedia: Palais Todesco / Q664155